# Cholornis unicolor
El picoloro unicolor (Cholornis unicolor) es una especie de ave paseriforme de la familia Sylviidae que vive en el Himalaya y sus estribaciones orientales. 

## Descripción

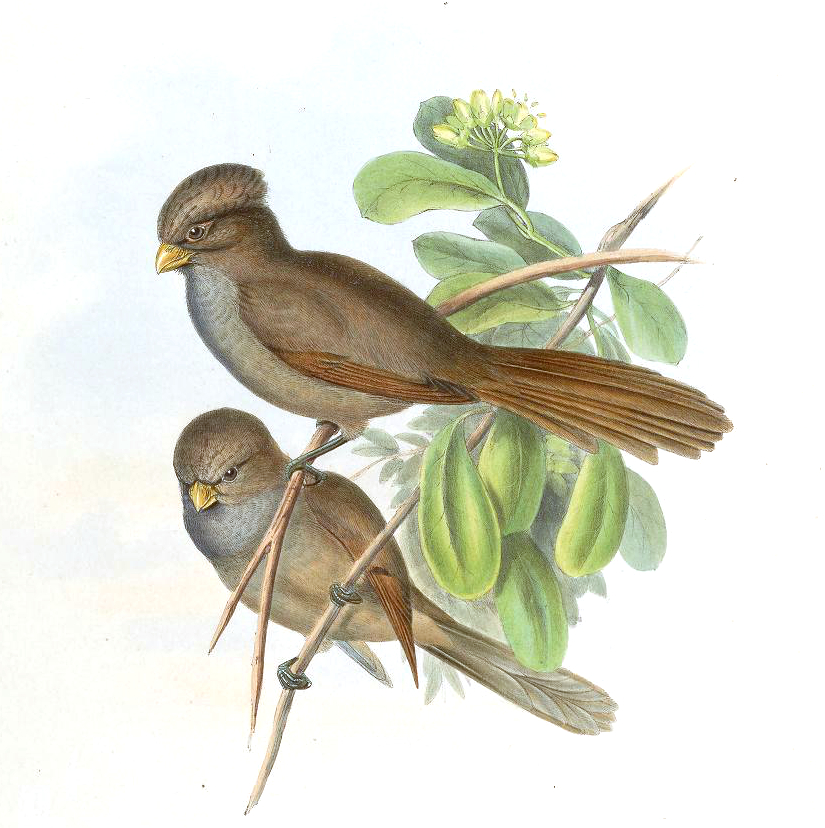
Ilustration de John Gould.

El picoloro unicolor mide entre 17-19 cm de largo. El plumaje de sus partes superiores es de color castaño, mientras que sus partes inferiores y cuello son de tonos pardo grisáceos. Presenta una larga lista superciliar de color pardo oscuro. Su pico corto y amarillento, con la mandíbula superior curvada hacia abajo es similar al de los loros. Suelen desplazarse en pequeños grupos y a veces se encuentran en bandadas mixtas de alimentación.

## Distribución
Se encuentra en el Himalaya central y oriental y las estribaciones que se extienden hacia el este, distribuido por Nepal, Bután, el noreste de la India, Birmania y el sur de China.

## Taxonomía
Fue descrito por Brian Houghton Hodgson en 1843 clasisificado en el género Hemirhynchus, posteriormente la especie fue incluida en el género Heteromorpha. Más tarde se trasladó al género Paradoxornis y en la actualidad su ha reubicado en el género Cholornis con su pariente más cercano el picoloro tridáctilo. Generalmente se clasificaba dentro de la familia Paradoxornithidae pero sus miembros se trasladaron a la familia Sylviidae al comprobarse su proximidad genética con los miembros del género Sylvia.
Las subespecies canaster described por Thayer y Bangs en 1912 a partir de un ejemplar de Hsikang y saturatior descrita por Rothschild en 1921 descrita a partir de uno de Yunnan generalmente no se consideran válidas, por lo que suele considerarse una especie monotípica.